# 女王様 (ユニット)
女王様（じょおうさま）は日本のユニット。主に洋楽の日本語カバーを歌うが、オリジナル曲も歌う。
メンバーはバンド爆風スランプのパッパラー河合とサンプラザ中野くん。

## 解説
王様の麻雀仲間であった女王様が「クイーン」の日本語直訳ロックを歌わせてくれと言ったことから始まった。
訳詞は「S中野」、プロデュースは音楽プロデューサー・編曲家でクイーンのトリビュート・バンド・GUEENの元バンドマスターの西脇辰弥による。ちなみに河合とは爆風スランプのレコーディングで過去に顔を合わせている。
ディスコソングの直訳「踊る女王様」やベンチャーズの「Diamond Head」に歌詞をつけた「渚の女王様」（メドレーのうちの一曲「夏が来た!(Diamond Head)」はアニメ版『こちら葛飾区亀有公園前派出所』テーマソング）などを発表。
アルバム「俺は女王様」ではシングル曲全曲と『太陽にほえろ!』のBGMに歌詞をつけた「太陽にほえる女王様」を発表。また、オリジナル曲「こ・こ・こ恋の歌」は長らく競艇のラジオCMソングとして使われている。
TBS系列『ウンナンの桜吹雪は知っている』大槻ケンヂVS女王様ロック魂訴訟で、大槻ケンヂ（GUEENのライブにゲスト出演したこともあるほどのクイーンファン）がクイーンへの冒涜的なカバーだと（ネタとして）訴え、女王様本人と対論したが、自らも過去にバート・バカラック（「Picnic at Fire Mountain」「Go! Go! Go! Hiking Bus」）やヘンリー・マンシーニ（「ひまわり」）に独自の日本語詞をつけてカバーしていたことが判明、女王様が勝訴となっている。

## ディスコグラフィー
2011年現在、企画盤以外は全て廃盤。iTunes storeにて配信中。

### シングル
女王様物語
さまよえる魂のための狂詩曲〜自転車競争〜殺し屋女王〜ひらめき〜いつかおまえを揺さぶる〜もう一人死ぬ〜愛と呼ばれるいわゆる一つのちんちくりんな事〜我ら横綱〜ゴッド・セイヴ・ザ・クイーン
クイーンの直訳カバーメドレー。C/Wはカラオケ。ゲストボーカルはパトリック卿。二人でHEY!HEY!HEY!にも出演した。
女王様物語第二章 〜踊る女王様〜
踊る女王様:九月〜それなんです〜丸太小屋酒場〜愛がすべて〜ジンギスカン〜西へ行こう〜君にくぎづけ（赤ちゃん見つけた）
ダンス・ディスコナンバーの直訳カバーメドレー。
女王様物語第三章 〜渚の女王様〜
夏が来た!〜海の恋人〜美貝伝説〜悲しみが消せない
インストバンド・ザ・ベンチャーズの名曲にオリジナルの歌詞をつけたカバーメドレー。
C/Wにカラオケとアニメ「こちら葛飾区亀有公園前派出所」のOPに使用されたTV EDITバージョンが収録。
渚の女王様 Short Version
夏が来た!〜海の恋人〜美貝伝説〜悲しみが消せないの（ショートバージョン）
同時発売された8cm短冊シングル。C/Wに上記のカラオケ後に「京葉フリーウェイ（ライヴ）」を続けて収録。
こ・こ・こ恋の歌
アルバムからのシングルカット。 C/Wは「太陽にほえる女王様〜出勤のテーマ」。産業経済新聞社「週刊Gallop」CMソング。

### アルバム
俺は女王様
TVドラマ「太陽にほえろ!」のテーマソングに無理やり歌詞を載せた楽曲と既存シングル、全くのオリジナル曲を収録。
1. 太陽にほえる女王様：出勤のテーマ
2. 逃がさないのテーマ
3. 隠れてるビョーンのテーマ
4. すごい!!のテーマ
5. シャウト・トゥ・ザ・サンのテーマ
6. こ・こ・こ恋の歌
（オリジナル曲／産業経済新聞社「週刊Gallop」CMソング）
7. 渚の女王様：夏が来た!〜海の恋人〜美貝伝説〜悲しみが消せない
フジテレビ系アニメ「こちら葛飾区亀有公園前派出所」OPテーマ
8. 土手を越えて 
（オリジナル曲）
9. 女王様物語第二章〜踊る女王様：九月〜それなんです〜丸太小屋酒場〜愛だけ〜ジンギスカン〜西へ行こう〜君にくぎづけ（赤ちゃん見つけた）
10. 地球（テラ）よ
（オリジナル曲）
11. たにしの留守番 
元々は河合がサンプラザ中野と組んでいたフォークユニット「The花びら」の楽曲（The花びらのシングル「これが青春だ」のカップリングに収録）で、セルフカバーにあたる。
12. 女王様物語：さまよえる魂のための狂詩曲〜自転車競争〜殺し屋女王〜ひらめき〜いつかおまえを揺さぶる〜もう一人死ぬ～愛と呼ばれるいわゆる一つのちんちくりんな事〜我ら横綱〜ゴッド・セイヴ・ザ・クイーン

### 企画盤
GOLDEN☆BEST 王様・女王様〜The Legend
2010年にリリースされた王様とのオムニバス盤。女王様の収録曲は物語第一章〜第三章と各ショートヴァージョン、太陽にほえる女王様:出勤のテーマの計7曲。

## 出演

### テレビ
- ウンナンの桜吹雪は知っている （女王様・二匹目のどじょう訴訟 原告：大槻ケンヂ 被告：女王様、TBSテレビ）

### ラジオ
- ナナイロ・ザ・ミュージック! ～名曲アレンジ七変化～ 「川の流れのように」「伝説のチャンピオン」 - 第3回ゲスト - （2017年8月17日、NHK-FM）

### ライブ
- 小倉久寛PRESENTS「テケテケな夏」2022[5] - S中野とゲスト出演（2022年8月7日、Grand Maison ORENO）
- 小倉久寛PRESENTS「テケテケな夏」2023[6] - ゲスト出演（2023年7月29日、港区南青山 BAROOM）

### 書籍
- 「ウンナンの桜吹雪は知っている―法廷解体審書〈第2審〉」 TBS編 藝神出版社　ISBN 4-906613-01-2